# Polygala dispar
Polygala dispar är en jungfrulinsväxtart som beskrevs av S.A. Ghazanfar. Polygala dispar ingår i släktet jungfrulinssläktet, och familjen jungfrulinsväxter. Inga underarter finns listade i Catalogue of Life.